# Quatorze Pontos

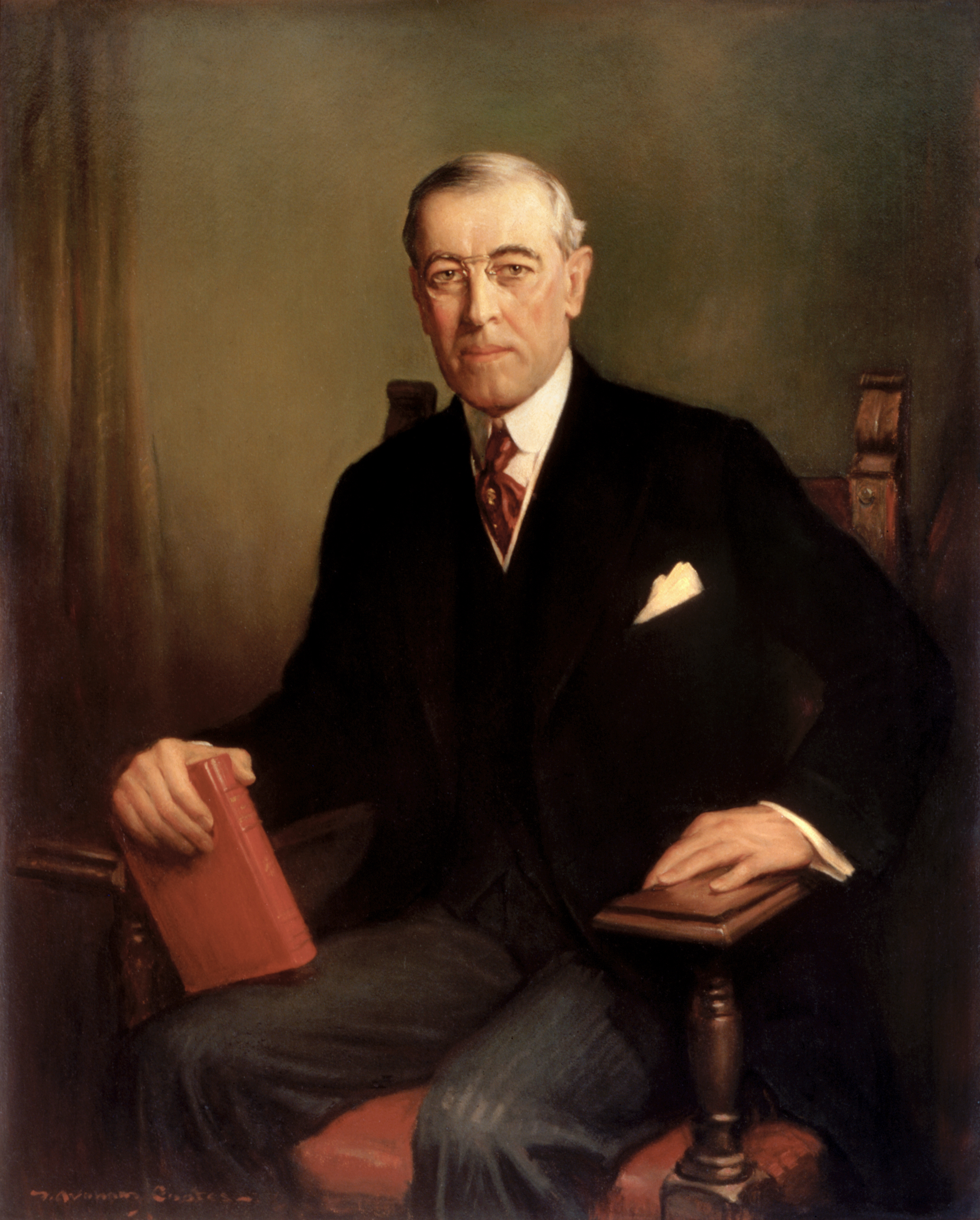
O Presidente Woodrow Wilson

Os "Catorze Pontos" ou, numa grafia variante, "Quatorze Pontos", constituíam um plano para a paz mundial a ser tidos em conta nas negociações da paz após a Primeira Guerra Mundial, elucidados pelo Presidente dos Estados Unidos da América Woodrow Wilson num discurso, a 8 de Janeiro de 1918. A Europa em geral recebeu calorosamente os Catorze Pontos de Wilson, mas os seus principais colegas líderes Aliados (Georges Clemenceau da França, David Lloyd George do Reino Unido, e Vittorio Emanuele Orlando da Itália) eram cépticos quanto à aplicabilidade do idealismo Wilsoniano.
Os Estados Unidos haviam se juntado aos Poderes Aliados na guerra contra as Potências Centrais em 6 de Abril de 1917. A sua entrada na guerra devia-se em parte aos ataques submarinos, por parte da Alemanha, a navios mercantes destinados à França e à Grã-Bretanha. Todavia, Wilson pretendia evitar o envolvimento dos Estados Unidos nas tensões que arrastavam entre as grandes potências europeias; se a América entrasse na guerra, tentaria livrar o conflito de disputas e ambições nacionalistas. A necessidade de se estabelecerem objetivos morais tornar-se-ia mais importante quando, após a queda do regime russo, os bolcheviques divulgaram tratados secretos entre os Aliados. O discurso de Wilson também deu resposta ao Decreto da Paz de Vladimir Lenin (Novembro de 1917, imediatamente após a Revolução de Outubro), que propunha a retirada imediata da RSFS da Rússia da guerra, advogando uma paz justa e democrática que não se compadecia com anexações territoriais, e que levou ao Tratado de Brest-Litovsk, a 3 de Março de 1918.
O discurso feito por Wilson a 8 de Janeiro de 1918 expunha uma política de livre-cambismo, divulgação de tratados, democracia e autodeterminação dos povos. O discurso dos Catorze Pontos foi a única declaração explícita dos objetivos de guerra feita por qualquer uma das nações beligerantes da Primeira Guerra Mundial (alguns Estados deram indicações gerais dos seus objetivos; a maioria manteve em segredo os seus objetivos pós-guerra). Os Catorze Pontos do discurso basearam-se nas determinações d'O Inquérito (The Inquiry), uma equipe de 150 conselheiros em política externa liderada por Edward M. House, na sua preparação dos assuntos antecipados para a Conferência de Paz em Versalhes.

## Discurso
O discurso, conhecido como os Quatorze Pontos, foi desenvolvido a partir de um conjunto de pontos diplomáticos por Wilson e pontos territoriais elaborados pelo secretário-geral do Inquérito, Walter Lippmann, e seus colegas, Isaiah Bowman, Sidney Mezes e David Hunter Miller. O projeto de pontos territoriais de Lippmann era uma resposta direta aos tratados secretos dos Aliados Europeus, que Lippmann havia mostrado pelo Secretário de Guerra Newton D. Baker. A tarefa de Lippmann, de acordo com House, era "pegar os tratados secretos, analisar as partes que eram toleráveis e separá-las daquelas que eram consideradas intoleráveis, e então desenvolver uma posição que concedesse o máximo possível aos Aliados, mas tirasse o veneno... Estava tudo embalado nos tratados secretos".
No discurso, Wilson abordou diretamente o que ele percebia como as causas da guerra mundial, pedindo a abolição dos tratados secretos, uma redução nos armamentos, um ajuste nas reivindicações coloniais no interesse dos povos nativos e colonos e liberdade dos mares. Wilson também fez propostas que garantiriam a paz mundial no futuro. Por exemplo, ele propôs a remoção de barreiras econômicas entre as nações, a promessa de autodeterminação para minorias nacionais] e uma organização mundial que garantiria a "independência política e integridade territorial [de] grandes e pequenos Estados" – uma Liga das Nações.
Embora o idealismo de Wilson permeasse os Quatorze Pontos, ele também tinha objetivos mais práticos em mente. Ele esperava manter a Rússia na guerra, convencendo os bolcheviques de que eles receberiam uma paz melhor dos Aliados, para reforçar o moral dos Aliados e para minar o apoio alemão à guerra. O discurso foi bem recebido nos Estados Unidos e nações aliadas e até mesmo pelo líder bolchevique Vladimir Lênin, como um marco do esclarecimento nas relações internacionais. Wilson posteriormente usou os Quatorze Pontos como base para negociar o Tratado de Versalhes, que acabou com a guerra.

## Tratado de Versalhes
Na Alemanha, os 14 Pontos tornaram-se um símbolo da base prometida da paz após a guerra, e durante todo o período entre guerras era comum na Alemanha atacar o Tratado de Versalhes como um tratado ilegítimo com o argumento de que o Tratado de Versalhes era contrário aos 14 Pontos.
Notavelmente, o Artigo 231 do Tratado de Versalhes, que ficaria conhecido como a Cláusula de Culpa de Guerra, foi visto pelos alemães como atribuindo total responsabilidade pela guerra e seus danos à Alemanha; no entanto, a mesma cláusula foi incluída em todos os tratados de paz e a historiadora Sally Marks observou que apenas diplomatas alemães a viam como atribuindo responsabilidade pela guerra. Os Aliados avaliariam inicialmente 269 bilhões de marcos em reparações. Em 1921, esse número foi estabelecido em 192 bilhões de marcos. No entanto, apenas uma fração do total teve de ser paga. A figura foi projetada para parecer imponente e mostrar ao público que a Alemanha estava sendo punida, mas também reconhecia o que a Alemanha não poderia realisticamente pagar. A capacidade e a disposição da Alemanha de pagar essa quantia continua a ser um tópico de debate entre os historiadores.
O historiador americano nascido na Alemanha Gerhard Weinberg observou que toda a questão da "justiça" do Tratado de Versalhes como fonte de discórdia europeia é irrelevante. Weinberg observou que a grande maioria dos alemães no período entre guerras acreditava que seu país havia realmente vencido a Primeira Guerra Mundial, com o Reich sendo derrotado apenas pela suposta "facada nas costas" que foi a Revolução de Novembro de 1918. Weinberg escreveu que não havia nada que os Aliados pudessem ter feito para reconciliar os alemães que acreditavam na lenda Dolchstoß de que a Alemanha havia realmente vencido a guerra em 1918 com a realidade de sua derrota. Weinberg escreveu que, dada a maneira como a maioria dos alemães acreditava na lenda Dolchstoß, era inevitável que a Alemanha tivesse feito algum tipo de desafio à ordem internacional criada pelo Tratado de Versalhes, e a questão da "injustiça" do Tratado de Versalhes era irrelevante, pois um desafio teria sido feito mesmo se o Tratado de Versalhes tivesse sido mais favorável à Alemanha. A lenda Dolchstoßlegende afirmava que a Alemanha havia derrotado decisivamente as forças combinadas da França, do império britânico e dos Estados Unidos em 1918 e foi apenas no momento da vitória que o Reich foi "apunhalado pelas costas" pela revolução de novembro. Weinberg observou que a difusão da lenda Dolchstoßlegende era tal que explicava a maneira irreverente como Hitler declarou guerra aos Estados Unidos em 1941 com o total apoio da elite da Wehrmacht porque era genuinamente acreditado por todas as elites alemãs que o Segundo Reich havia esmagado os Estados Unidos em 1918, e que da mesma forma o Terceiro Reich faria o mesmo. Weinberg observou que, para as elites alemãs, não apenas para Hitler, foi a suposta "facada nas costas" de 1918 que explicou a derrota alemã, e foi tomado por que os militares alemães eram invencíveis e nunca poderiam ser derrotados desde que os supostos inimigos "internos", como os judeus, fossem despachados primeiro.
Weinberg escreveu que a "dureza" do Tratado de Versalhes foi muito exagerada ao notar que a Alemanha perdeu muito mais terras para a Polônia sob a linha Oder-Neisse imposta em 1945 do que o Reich havia perdido para a Polônia sob o Tratado de Versalhes, e ainda assim a linha Oder-Neisse não causou outra guerra. Em 1991, a Alemanha assinou um tratado com a Polônia sob o qual a linha Oder-Neisse foi aceita como a fronteira permanente germano-polonesa, mesmo através das perdas territoriais impostas pela linha Oder-Neisse foram muito maiores do que as impostas pelo Tratado de Versalhes. Weinberg também observou que os líderes aliados na conferência de paz de Paris de 1919 impuseram o tratado de minorias à Polônia destinado a proteger os direitos da minoria Volksdeutsche (etnia alemã) da Polônia, enquanto em 1945 todos os alemães que viviam nas terras atribuídas à Polônia foram brutalmente expulsos de suas casas para sempre, levando-o a perguntar retoricamente se o Tratado de Versalhes era realmente o monstruoso tratado de paz "injusto" que os alemães reivindicavam ser.

## Os Catorze Pontos
A fama de Wilson como internacionalista liberal baseia-se na grande visão que possuía do estabelecimento da paz na Europa no período pós-guerra, assim como a sua participação fundamental na Sociedade das Nações, cujos objetivo eram promover a segurança coletiva e evitar uma outra guerra.
Esta visão estava expressa nos seus Catorze Pontos; a enunciar:
1.º Pactos abertos (acordos) de paz a serem alcançados abertamente, sem acordos secretos;
2.º Livre navegação absoluta, além das águas territoriais, tanto na guerra como na paz, exceto quanto a liberdade de navegação fosse cessada, em parte ou no seu todo, por execução de pactos internacionais;
3.º Remoção de todas as barreiras econômicas e estabelecimento de igualdade de condições de comércio entre todas as nações consentâneas à paz e à sua manutenção;
4.º Redução das armas nacionais ao mínimo necessário à segurança interna;
5.º Ajustes livres imparciais e abertos às reivindicações das colônias;
6.º Evacuação das tropas alemãs da Rússia, e respeito pela independência da Rússia;
7.º Evacuação das tropas alemãs da Bélgica;
8.º Evacuação das tropas alemãs da França, inclusive da contestada região da Alsácia-Lorena;
9.º Reajuste das fronteiras italianas dentro de linhas nacionais claramente reconhecíveis;
10.º Garantir o direito à autodeterminação dos povos integrados no Império Austro-Húngaro;
11.º Retirada dos exércitos invasores dos territórios da Romênia, Sérvia e Montenegro; garantir à Sérvia um acesso livre e seguro ao mar;
12.º Independência para a Turquia e garantir a proteção e o direito à autonomia das restantes nacionalidades até então sob domínio do Império Otomano; garantir a livre circulação de navios nos Dardanelos;
13.º Garantir a independência da Polônia, assente em territórios com uma população maioritariamente polaca; garantir o acesso da Polônia ao mar; garantir, através de entendimentos internacionais, a integridade política e econômica da Polônia
14.º A formação de uma liga de nações deverá ter como objetivo encontrar garantias mútuas para a independência política e a integridade territorial de todos os Estados, independentemente da sua escala.